# Maps (Maroon 5)
Maps is een nummer van de Amerikaanse poprockband Maroon 5. Het nummer kwam uit op 16 juni 2014 als de leadsingle van hun vijfde studioalbum V. Een remix-versie van "Maps" met Big Sean kwam uit op 13 augustus 2014.
De muziekvideo kwam uit op 2 juli 2014 en is geregisseerd door Peter Berg.

## Hitnoteringen

### Nederlandse Top 40
| Hitnotering: 05-07-2014 t/m 27-09-2014 | Hitnotering: 05-07-2014 t/m 27-09-2014 | Hitnotering: 05-07-2014 t/m 27-09-2014 | Hitnotering: 05-07-2014 t/m 27-09-2014 | Hitnotering: 05-07-2014 t/m 27-09-2014 | Hitnotering: 05-07-2014 t/m 27-09-2014 | Hitnotering: 05-07-2014 t/m 27-09-2014 | Hitnotering: 05-07-2014 t/m 27-09-2014 | Hitnotering: 05-07-2014 t/m 27-09-2014 | Hitnotering: 05-07-2014 t/m 27-09-2014 | Hitnotering: 05-07-2014 t/m 27-09-2014 | Hitnotering: 05-07-2014 t/m 27-09-2014 | Hitnotering: 05-07-2014 t/m 27-09-2014 | Hitnotering: 05-07-2014 t/m 27-09-2014 | Hitnotering: 05-07-2014 t/m 27-09-2014 |
| Week:                                  | 1                                      | 2                                      | 3                                      | 4                                      | 5                                      | 6                                      | 7                                      | 8                                      | 9                                      | 10                                     | 11                                     | 12                                     | 13                                     |                                        |
| -------------------------------------- | -------------------------------------- | -------------------------------------- | -------------------------------------- | -------------------------------------- | -------------------------------------- | -------------------------------------- | -------------------------------------- | -------------------------------------- | -------------------------------------- | -------------------------------------- | -------------------------------------- | -------------------------------------- | -------------------------------------- | -------------------------------------- |
| Positie:                               | 31                                     | 28                                     | 19                                     | 16                                     | 14                                     | 19                                     | 23                                     | 25                                     | 25                                     | 30                                     | 35                                     | 38                                     | 40                                     | uit                                    |

### NederlandseSingle Top 100
| Hitnotering: 05-07-2014 t/m 06-12-2014 | Hitnotering: 05-07-2014 t/m 06-12-2014 | Hitnotering: 05-07-2014 t/m 06-12-2014 | Hitnotering: 05-07-2014 t/m 06-12-2014 | Hitnotering: 05-07-2014 t/m 06-12-2014 | Hitnotering: 05-07-2014 t/m 06-12-2014 | Hitnotering: 05-07-2014 t/m 06-12-2014 | Hitnotering: 05-07-2014 t/m 06-12-2014 | Hitnotering: 05-07-2014 t/m 06-12-2014 | Hitnotering: 05-07-2014 t/m 06-12-2014 | Hitnotering: 05-07-2014 t/m 06-12-2014 | Hitnotering: 05-07-2014 t/m 06-12-2014 | Hitnotering: 05-07-2014 t/m 06-12-2014 | Hitnotering: 05-07-2014 t/m 06-12-2014 | Hitnotering: 05-07-2014 t/m 06-12-2014 | Hitnotering: 05-07-2014 t/m 06-12-2014 | Hitnotering: 05-07-2014 t/m 06-12-2014 | Hitnotering: 05-07-2014 t/m 06-12-2014 | Hitnotering: 05-07-2014 t/m 06-12-2014 | Hitnotering: 05-07-2014 t/m 06-12-2014 | Hitnotering: 05-07-2014 t/m 06-12-2014 | Hitnotering: 05-07-2014 t/m 06-12-2014 | Hitnotering: 05-07-2014 t/m 06-12-2014 | Hitnotering: 05-07-2014 t/m 06-12-2014 | Hitnotering: 05-07-2014 t/m 06-12-2014 |
| Week:                                  | 1                                      | 2                                      | 3                                      | 4                                      | 5                                      | 6                                      | 7                                      | 8                                      | 9                                      | 10                                     | 11                                     | 12                                     | 13                                     | 14                                     | 15                                     | 16                                     | 17                                     | 18                                     | 19                                     | 20                                     | 21                                     | 22                                     | 23                                     |                                        |
| -------------------------------------- | -------------------------------------- | -------------------------------------- | -------------------------------------- | -------------------------------------- | -------------------------------------- | -------------------------------------- | -------------------------------------- | -------------------------------------- | -------------------------------------- | -------------------------------------- | -------------------------------------- | -------------------------------------- | -------------------------------------- | -------------------------------------- | -------------------------------------- | -------------------------------------- | -------------------------------------- | -------------------------------------- | -------------------------------------- | -------------------------------------- | -------------------------------------- | -------------------------------------- | -------------------------------------- | -------------------------------------- |
| Positie:                               | 71                                     | 57                                     | 40                                     | 35                                     | 31                                     | 29                                     | 31                                     | 30                                     | 31                                     | 26                                     | 24                                     | 30                                     | 35                                     | 37                                     | 42                                     | 45                                     | 49                                     | 49                                     | 54                                     | 56                                     | 67                                     | 73                                     | 91                                     | uit                                    |

## Releasedata
| Land                | Releasedatum     | Formaat        | Label           |
| ------------------- | ---------------- | -------------- | --------------- |
| Italië              | 16 juni 2014     | Radio          | Universal Music |
| Verenigde Staten    | 17 juni 2014     | Radio          | 222, Interscope |
| Verenigde Staten    | 17 juni 2014     | muziekdownload | Universal Music |
| Duitsland           | 1 augustus 2014  | cd-single      | Universal Music |
| Verenigd Koninkrijk | 24 augustus 2014 | Muziekdownload | Universal Music |